# Automeris
Genre
Automeris est un genre de papillons de la famille des Saturniidae. 
Ce genre comprend de nombreuses espèces présentant de larges ocelles sur les ailes postérieures. La majorité des espèces se rencontre en Amérique centrale et en Amérique du Sud. 

## Liste d'espèces
Selon GBIF (1 septembre 2024) :
- Automeris abdomicajamarcensis Brechlin & Meister, 2011
- Automeris abdomimeridensis Brechlin & Meister, 2011
- Automeris abdominalis C.Felder & R.Felder, 1874
- Automeris abdominapoensis Brechlin & Meister, 2011
- Automeris abdomiorientalis
- Automeris abdomipichinchensis Brechlin & Meister, 2011
- Automeris abdomipiurensis Brechlin & Meister, 2011
- Automeris adusta Hoffmann, 1942
- Automeris ahuitzotli Lemaire & Wolfe, 1993
- Automeris aknorkei
- Automeris altapazia Brechlin & Meister, 2011
- Automeris alticarchensis
- Automeris alticola Lemaire, 1975
- Automeris altolimbata Lemaire, 2002
- Automeris altotridens Brechlin & Meister, 2011
- Automeris amagabriellae Brechlin & Meister, 2011
- Automeris amageus
- Automeris amalorentensis Brechlin & Meister, 2011
- Automeris amanda Schaus, 1900
- Automeris amasanata Brechlin & Meister, 2011
- Automeris amoena Boisduval, 1875
- Automeris andensis
- Automeris andicola Bouvier, 1930
- Automeris angulatus Le Conte, 1906
- Automeris anika Brechlin, Meister & van Schayck, 2011
- Automeris anikmeisterae
- Automeris anikmeisteri Brechlin & Meister, 2011
- Automeris annulata Schaus, 1906
- Automeris argentifera Lemaire, 1966
- Automeris arianae Brechlin & Meister, 2011
- Automeris arminia Cramer, 1782
- Automeris arminia Stoll
- Automeris atrolimbata Lemaire, 2002
- Automeris averna Druce, 1886
- Automeris bahamata
- Automeris balachowskyi Lemaire, 1966
- Automeris banus Boisduval, 1875
- Automeris barbosana
- Automeris barinasmargaritae Brechlin & Meister, 2011
- Automeris basalis Walker, 1855
- Automeris beckeri Herrich-Schäffer
- Automeris belemensis Decaëns, Rougerie & Bénéluz, 2021
- Automeris belizonensis Brechlin & Meister, 2014
- Automeris belti Druce, 1886
- Automeris beutelspacheri Lemaire, 2002
- Automeris bilinea Walker, 1855
- Automeris boops C.Felder & R.Felder, 1874
- Automeris boucardi Druce, 1886
- Automeris boudinoti Lemaire, 1982
- Automeris boudinotiana Lemaire, 1986
- Automeris brenneri Brechlin, Meister & van Schayck, 2011
- Automeris castrensis Schaus, 1898
- Automeris caucensis Lemaire, 1976
- Automeris cecrojaliscensis
- Automeris cecrops Boisduval, 1875
- Automeris cecrops Neumoegen, 1882
- Automeris celata Lemaire, 1969
- Automeris cercojaliscensis Brechlin & Meister, 2011
- Automeris chacona Draudt, 1929
- Automeris chacona Lemaire, 1971
- Automeris chaconoides Brechlin & Meister, 2008
- Automeris chanchamayensis
- Automeris choco Brechlin & Meister, 2011
- Automeris chrisbrechlinae
- Automeris chrisbrechlinianae Brechlin & Meister, 2011
- Automeris chrismeisterae Brechlin & Meister, 2011
- Automeris cinctinicaraguana Brechlin & Meister, 2011
- Automeris cinctistriga C.Felder & R.Felder, 1874
- Automeris claryi Naumann, 2005
- Automeris clayi Naumann, Brosch & Wenczel, 2005
- Automeris colenon Dyar, 1912
- Automeris complicata Walker, 1855
- Automeris conceptiona
- Automeris coresus Boisduval, 1859
- Automeris cosangana
- Automeris cryptica Dognin, 1911
- Automeris cundinamarcensis Brechlin & Meister, 2011
- Automeris curvilinea Schaus, 1906
- Automeris cuscoata Brechlin & Meister, 2011
- Automeris cuscosylviae Brechlin & Meister, 2011
- Automeris dagmarae Brechlin & Meister, 2011
- Automeris dandemon Dyar, 1912
- Automeris daudiana Druce, 1894
- Automeris denhezorum Lemaire, 1966
- Automeris denticulatus Le Conte, 1906
- Automeris descimoni Lemaire, 1972
- Automeris despicata Draudt, 1929
- Automeris despicatoides
- Automeris dianae Brechlin & Meister, 2011
- Automeris diavolanda Naumann, Brosch & Wenczel, 2005
- Automeris doelfi Brechlin, Käch & Meister, 2011
- Automeris dognini Lemaire, 1966
- Automeris draudtiana Lemaire, 1973
- Automeris duchartrei Bouvier, 1936
- Automeris dunschei
- Automeris ecuata Brechlin & Meister, 2011
- Automeris egeus (Cramer, 1776)
- Automeris eitschbergeri Racheli & Racheli, 1999
- Automeris elcearaiana
- Automeris elenensis Lemaire, 2002
- Automeris eogena C.Felder & R.Felder, 1874
- Automeris escalantei Lemaire, 1968
- Automeris excreta Draudt, 1929
- Automeris exigua Lemaire, 1977
- Automeris fabiani Brechlin & Meister, 2011
- Automeris falco Jordan, 1910
- Automeris fieldi Lemaire, 1969
- Automeris fletcheri Lemaire, 1966
- Automeris frankae Brechlin & Meister, 2011
- Automeris gabriellae Lemaire, 1966
- Automeris gadouae Lemaire, 1966
- Automeris garciorum Brechlin & Meister, 2011
- Automeris godartii Boisduval, 1875
- Automeris goiasensis Lemaire, 1977
- Automeris goodsoni Lemaire, 1966
- Automeris grammoboliviana Brechlin & Meister, 2011
- Automeris grammocajamarcensis Brechlin & Meister, 2011
- Automeris grammocuscoensis Brechlin & Meister, 2011
- Automeris grammodes Jordan, 1910
- Automeris grammopiurensis Brechlin & Meister, 2011
- Automeris granulosa Le Conte, 1906
- Automeris gunneri
- Automeris hamata Schaus, 1906
- Automeris handschugi
- Automeris harriamazonica Brechlin & Meister, 2011
- Automeris harricajamarcensis Brechlin & Meister, 2011
- Automeris harrisorum Lemaire, 1966
- Automeris harriyungasiana Brechlin & Meister, 2011
- Automeris hausmanni
- Automeris haxairei Herbin, 2003
- Automeris hebe Walker, 1865
- Automeris hegena Brechlin & Meister, 2011
- Automeris heppneri Lemaire, 1982
- Automeris hesdimasiana
- Automeris hesselorum Ferguson, 1972
- Automeris huascari
- Automeris iguaquensis Lemaire & Amarillo-S, 1992
- Automeris illustris Walker, 1855
- Automeris incarnata Walker, 1865
- Automeris innoxia Schaus, 1906
- Automeris inornata Walker, 1855
- Automeris intertridens Brechlin & Meister, 2011
- Automeris io Fabricius, 1775
- Automeris iris Walker, 1865
- Automeris iwanowitschi
- Automeris jalishena Brechlin & Meister, 2011
- Automeris janrudloffi Brechlin & Meister, 2011
- Automeris janus Cramer, 1775
- Automeris jinotegana Brechlin & Meister, 2011
- Automeris jivaros Dognin, 1891
- Automeris jolantheae Mielke & Almeida-Neto, 2007
- Automeris juarezia Brechlin & Meister, 2011
- Automeris jucunda Cramer, 1782
- Automeris jucundoides Schaus, 1906
- Automeris junogabriellae Brechlin & Meister, 2011
- Automeris jupachacona Brechlin & Meister, 2011
- Automeris kaechi Brechlin & Meister, 2011
- Automeris kitchingi Brechlin & Meister, 2011
- Automeris knorkeorum Brechlin & Meister, 2011
- Automeris kopturae Lemaire, 1982
- Automeris labriquei Naumann, Brosch & Wenczel, 2005
- Automeris lachaumei Lemaire, 2002
- Automeris lamercedia Brechlin & Meister, 2011
- Automeris lapaza
- Automeris lapazchowskyi Brechlin & Meister, 2011
- Automeris larra Walker, 1855
- Automeris latenigra Lemaire, 1966
- Automeris lauroia Oiticica Filho, 1965
- Automeris lauta Johnson & Michener, 1948
- Automeris lecourti Decaëns & Herbin, 2002
- Automeris lemairei Beutelspacher-Baigts, 1990
- Automeris lemensis Lemaire, 1972
- Automeris lempirensis
- Automeris lenarti Brechlin, Meister & van Schayck, 2011
- Automeris liberia Cramer, 1780
- Automeris llaneros Decaëns, Rougerie & Bonilla, 2021
- Automeris lojana
- Automeris louisiana Ferguson & Brou, 1981
- Automeris macphaili Schaus, 1921
- Automeris maeonia Druce, 1897
- Automeris magdaleniana Brechlin & Meister, 2011
- Automeris mailinae Brechlin, Meister & van Schayck, 2011
- Automeris managuana Brechlin & Meister, 2011
- Automeris manantlanensis Balcázar-Lara, 2000
- Automeris manzanoi
- Automeris margaritae Lemaire, 1966
- Automeris marsoni
- Automeris masti Lemaire, 1972
- Automeris maximae
- Automeris melanops Walker, 1865
- Automeris melichari Brechlin & Meister, 2011
- Automeris melmon Dyar, 1912
- Automeris meridionalis Bouvier, 1936
- Automeris metzli Sallé, 1853
- Automeris miamazonica Brechlin & Meister, 2011
- Automeris micheneri Lemaire, 1966
- Automeris michoacana Balcázar-Lara, 2000
- Automeris midea Maassen & Weymer, 1886
- Automeris mideloretensis Brechlin & Meister, 2011
- Automeris midenapoensis Brechlin & Meister, 2011
- Automeris mideperuensis Brechlin & Meister, 2011
- Automeris mineros Decaëns, Rougerie & Bonilla, 2021
- Automeris mixthena Brechlin & Meister, 2011
- Automeris mixtus Bouvier, 1936
- Automeris moenchorum Brechlin & Meister, 2011
- Automeris moloneyi Druce, 1897
- Automeris montegabriellae Brechlin & Meister, 2011
- Automeris montezuma Boisduval, 1875
- Automeris montezuma Lucas, 1875
- Automeris moresca Schaus, 1906
- Automeris muscula Vuillot, 1893
- Automeris nadezhdae Brechlin & Meister, 2011
- Automeris napoensis Lemaire, 2002
- Automeris naranja Schaus, 1898
- Automeris nebulosa Le Conte, 1906
- Automeris niepelti Draudt, 1929
- Automeris nogueirai Herbin, 2009
- Automeris nubila Walker, 1855
- Automeris oaxacensis Lemaire, 2002
- Automeris oaxhena Brechlin, Meister & van Schayck, 2011
- Automeris oberthurii Boisduval, 1875
- Automeris occidentalis Draudt, 1929
- Automeris occidentorestes Brechlin & Meister, 2011
- Automeris occiecuatoriana Brechlin & Meister, 2011
- Automeris occihebe
- Automeris oiticicai Lemaire, 1966
- Automeris orestes Boisduval, 1875
- Automeris oroiana
- Automeris ovalina Le Conte, 1906
- Automeris oxacensis Lemaire, 2002
- Automeris pacchana
- Automeris pallidior Draudt, 1929
- Automeris paracelata Brechlin & Meister, 2011
- Automeris parachacona Brechlin & Meister, 2011
- Automeris paracreta Brechlin & Meister, 2011
- Automeris parafera
- Automeris parageus Brechlin & Meister, 2011
- Automeris parainornata Brechlin & Meister, 2011
- Automeris paralarra Brechlin & Meister, 2011
- Automeris paramaculata Lemaire, 1966
- Automeris paramelanops Brechlin & Meister, 2011
- Automeris parapichinchensis Brechlin & Meister, 2011
- Automeris paraxigua Brechlin & Meister, 2011
- Automeris parecuata
- Automeris pastaziana Brechlin & Meister, 2011
- Automeris patagoniensis Lemaire, Smith & Wolfe, 1992
- Automeris paulheberti
- Automeris peggyae Brechlin & Meister, 2011
- Automeris peggyanae
- Automeris peigleri Lemaire, 1979
- Automeris pelaezi Beutelspacher-Baigts, 1988
- Automeris petrovae
- Automeris phrynon Druce, 1897
- Automeris pichichensis Lemaire, 1976
- Automeris pinasi
- Automeris pinasiana
- Automeris pomifera Schaus, 1906
- Automeris pomiferoides Brechlin & Meister, 2011
- Automeris postalbida Schaus, 1900
- Automeris praemargaritae Lemaire, 2002
- Automeris pueblensis Brechlin, Meister & van Schayck, 2011
- Automeris punochacona Brechlin & Meister, 2011
- Automeris putumayona
- Automeris randa Druce, 1894
- Automeris rectilinea Bouvier, 1926
- Automeris risquindensis
- Automeris rostralis Lemaire, 2002
- Automeris rotunda Lemaire, 1971
- Automeris rougeoti Lemaire, 1966
- Automeris rubrescens Walker, 1855
- Automeris rudloffjani Brechlin & Meister, 2011
- Automeris sachai
- Automeris salkorum Brechlin & Meister, 2011
- Automeris sandimasiana
- Automeris santaclariana Brechlin & Meister, 2011
- Automeris schwartzi Lemaire, 1966
- Automeris serpina Butler, 1878
- Automeris silkae Brechlin & Meister, 2011
- Automeris siri Brechlin, Meister & van Schayck, 2011
- Automeris stacieae Lemaire & Wolfe, 1993
- Automeris stumpei Brechlin & Meister, 2011
- Automeris styx Lemaire, 1982
- Automeris submacula Walker, 1855
- Automeris suteri Naumann, Brosch & Wenczel, 2005
- Automeris svetlanae
- Automeris sylviae Decaëns
- Automeris tamaulipasiana Brechlin & Meister, 2011
- Automeris tamsi Lemaire, 1966
- Automeris tatiae Naumann, Brosch & Wenczel, 2005
- Automeris themis Dognin, 1919
- Automeris thyreon Dyar, 1912
- Automeris tolimaiensis Brechlin & Meister, 2011
- Automeris tridens Herrich-Schäffer
- Automeris tristis Boisduval, 1875
- Automeris tuxlana
- Automeris umbrosa Lemaire, 2002
- Automeris umbrosa Weymer, 1906
- Automeris uniorientalis
- Automeris vanschaycki Brechlin & Meister, 2011
- Automeris viksinjaevi Brechlin & Meister, 2011
- Automeris vincentensis
- Automeris vomona Schaus, 1906
- Automeris watsoni Lemaire, 1966
- Automeris wayampi Lemaire & Bénéluz, 2002
- Automeris wenczeli Brechlin, Meister & van Schayck, 2011
- Automeris werneri
- Automeris wernermeisteri Brechlin & Meister, 2011
- Automeris winbrechlini Brechlin, Käch & Meister, 2011
- Automeris winbrechliniani Brechlin & Meister, 2011
- Automeris windiana Lemaire, 1971
- Automeris witti Brechlin & Meister, 2011
- Automeris yarumala
- Automeris yungasmargaritae Brechlin & Meister, 2011
- Automeris yungiana Brechlin & Meister, 2011
- Automeris zamorana
- Automeris zaruma Schaus, 1898
- Automeris zephyria Grote, 1882
- Automeris zoziboucardi Brechlin & Meister, 2011
- Automeris zozimanaguana Brechlin & Meister, 2011
- Automeris zozine Druce, 1886
- Automeris zozinicaraguana Brechlin & Meister, 2011
- Automeris zugana Druce, 1886
- Automeris zugnana Druce, 1886
- Automeris zurobara Druce, 1886
- Automeris zurouae Brechlin & Meister, 2011

## Systématique
Le nom valide complet (avec auteur) de ce taxon est Automeris Hübner, 1819.
Automeris a pour synonymes :
- Agliopsis Bouvier, 1929
- Automeroides Michener, 1949
- Protautomeris Packard, 1903